# 張俊英
張俊英（?—?），直隸省束鹿縣人，清朝政治人物、進士出身。
光緒三十年，會試第160名；殿試登進士三甲第63名，后分發為知縣。